# Georgische Universität für Sozialwissenschaften
Die Georgische Universität für Sozialwissenschaften – GUSS (georgisch საქართველოს საზოგადოებრივ მცენიერებათა უნივერსიტეტში) in Tiflis ist eine staatlich anerkannte Privatuniversität in Georgien. Sie bietet theoretische und praxisorientierte Studiengänge aus den Bereichen Betriebswirtschaft, Rechts-, Politik- und Publizistikwissenschaft sowie der Informatik an.

## Geschichte
2002 wurde auf Initiative der Professoren Giuli Alasania und Manana Sanadse von der Georgischen Technischen Universität das Zentrum für Amerika-Studien gegründet und stand zunächst ausschließlich Studenten im Hauptstudium offen. Nach dem Studiengang Amerikanistik wurden der Studiengang Europakunde, westliche Managementtechniken aus Betriebswirtschaft, öffentlicher Verwaltung, Kultur und Bildung angeboten.
Am 21. Juli 2004 wurde das Zentrum zur Schule für Sozialwissenschaften in der Rechtsform einer britischen Limited Company (Ltd.) umgebildet. Aktionäre waren die Georgische Technische Universität und die Professoren Alasania sowie Sanadse. Im gleichen Jahr wurde die Schule zur Georgischen Universität für Sozialwissenschaften umbenannt. Am 18. August 2005 wurde sie als Hochschule nach den Richtlinien des georgischen Hochschulgesetzes anerkannt. 
Von 2005 bis 2007 entwickelte sich die Universität erheblich und wuchs erheblich. Zu den Bachelorstudiengängen kamen in diesen Jahren auch Masterstudiengänge hinzu. Bereits 2007 nahm die Universität die ersten Doktoranden auf. Im Jahr 2010 investierte die US-amerikanische Agentur OPIC (Overseas Private Investment Corporation) zum ersten Mal in der postsowjetischen Ära mehrere Millionen Dollar in die Entwicklung der Infrastruktur der Universität.

## Ziel und Studiengänge
Ziel der GUSS ist es, Nachwuchs für eine nach modernen, westlichen Maßstäben organisierte Verwaltung, Wirtschaft und Medien auszubilden. 2005 studierten dort über 300 Studenten.
 Ihnen werden von der Hochschule englische Sprachkurse und, passend zum Studiengang, Praktika im Parlament, in der Präsidialverwaltung, bei Zeitungen und Presseagenturen angeboten.
Folgende Abschlüsse sind möglich: Bachelor auf den Gebieten Geschichts-, Politik- und Kulturwissenschaft, Rechtswissenschaft, Betriebswirtschaftslehre, Publizistik und Informationstechnik an. Es können Master-Abschlüsse in öffentlicher Verwaltung, Governance auf lokaler Ebene, Internationalen Beziehungen, Betriebswirtschaftslehre, Rechtswissenschaft, Amerika-, Europa- und Chinastudien, Kultur- und Bildungsmanagement, Medienmanagement, Öffentlichkeitsarbeit, Pressesprecher, Gesundheitsmanagement und Informationstechnik belegt werden.

## Finanzierung
Sie finanziert sich aus Studiengebühren und Spenden und hat ihren Sitz in einem Gebäude auf dem Campus der Georgischen Technischen Universität. Rektorin der Universität ist Manana Sanadse.